# Daptonema curvispicula
Daptonema curvispicula is een rondwormensoort uit de familie van de Xyalidae. De wetenschappelijke naam van de soort is voor het eerst geldig gepubliceerd in 2006 door Tchesunov & Miljutin.